# Eslava
Pour les articles homonymes, voir Eslava (homonymie).
Eslava (en basque Eslaba) est une ville et une commune de la Communauté forale de Navarre dans le Nord de l'Espagne. Le nom de la ville en basque est Eslaba. Elle est située dans la zone non bascophone de la province. Le castillan est la seule langue officielle alors que le basque n’a pas de statut officiel. Le secrétaire de mairie est aussi celui de Ezprogui, Larraga, Lerga et Sada.

## Démographie
| Évolution démographique                                | Évolution démographique | Évolution démographique | Évolution démographique | Évolution démographique | Évolution démographique | Évolution démographique | Évolution démographique | Évolution démographique | Évolution démographique | Évolution démographique |
| 1996                                                   | 1998                    | 1999                    | 2000                    | 2001                    | 2002                    | 2003                    | 2004                    | 2005                    | 2006                    | 2007                    |
| ------------------------------------------------------ | ----------------------- | ----------------------- | ----------------------- | ----------------------- | ----------------------- | ----------------------- | ----------------------- | ----------------------- | ----------------------- | ----------------------- |
| 196                                                    | 184                     | 178                     | 172                     | 169                     | 165                     | 164                     | 158                     | 158                     | 154                     | 147                     |
| Sources: Eslava et instituto de estadística de navarra |                         |                         |                         |                         |                         |                         |                         |                         |                         |                         |

### Sources
- (es) Cet article est partiellement ou en totalité issu de l’article de Wikipédia en espagnol intitulé « Eslava (Navarra) » (voir la liste des auteurs).